# Charles Spencer (9e comte Spencer)
Pour les autres membres de la famille, voir Famille Spencer.
Pour les articles homonymes, voir Charles Spencer et Spencer.
Charles Spencer, 9e comte Spencer, né le 20 mai 1964 à Sandringham (Angleterre), est un homme politique britannique.

## Biographie
Fils d'Edward Spencer (vicomte Althorp, puis 8e comte Spencer) et de Frances Burke Roche, il est le frère cadet de Diana, princesse de Galles, et donc l’oncle du prince héritier le prince de Galles William et de Harry de Sussex. Il devient comte Spencer et entre à la Chambre des lords en 1992, à la suite du décès de son père.
Le 16 septembre 1989, il se marie avec le mannequin Victoria Lockwood (en). Ils divorcent en décembre 1997 et ont eu quatre enfants :
- Kitty Spencer (née le 28 décembre 1990), mariée en 2021 à l'homme d’affaires sud-africain Michael Lewis ;
- Eliza Spencer (née le 10 juillet 1992) ;
- Amelia Spencer (née le 10 juillet 1992), mariée en 2023 au coach en fitness et nutrition sud-africain Greg Mallett[1] (neveu de Nick Mallett) ;
- Louis Spencer, vicomte Althorp (né le 14 mars 1994).

Le 15 décembre 2001, il se marie avec Caroline Hutton, ex-épouse du consultant en relations publiques Matthew Freud (en). Ils divorcent en 2007 et ont eu deux enfants :
- Edmund Spencer (né le 6 octobre 2003) ;
- Lara Spencer (née le 16 mars 2006).

Le 18 juin 2011, il se marie en troisièmes noces avec la philanthrope canadienne Karen Villeneuve, ex-épouse du producteur américain Mark Gordon. Ils se séparent en 2024 et ont une fille :
- Charlotte Diana Spencer (née le 30 juillet 2012), dont le deuxième prénom Diana fait hommage à sa tante Diana, princesse de Galles.

## Titulature
- 1964-1975 : l'Honorable Charles Spencer
- 1975-1992 : Charles Spencer, Vicomte Althorp
- depuis 1992 : le Très Honorable comte Spencer